# Печатка Імператора Японії

Відбиток печатки

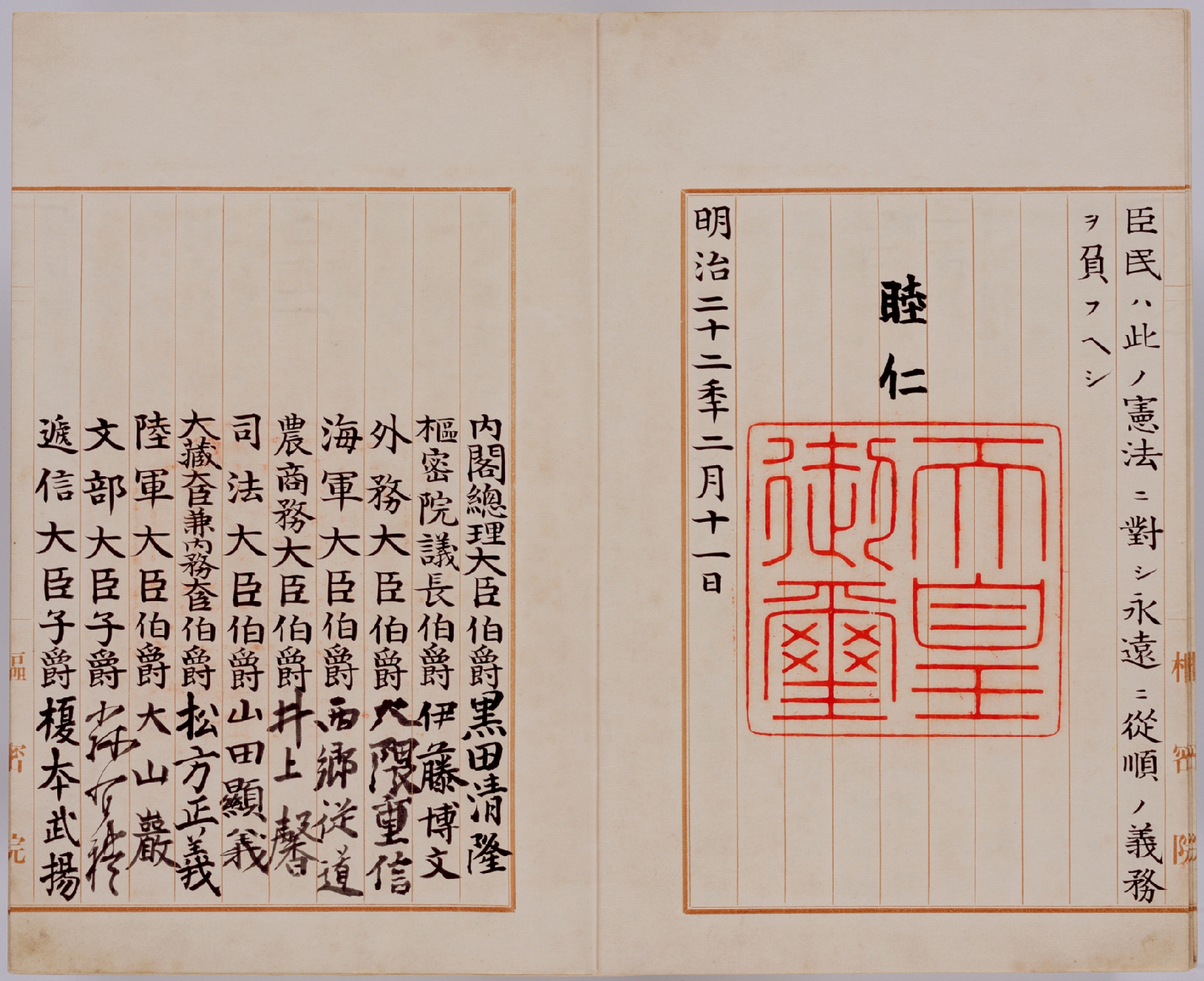
Відбиток печатки на Конституції 1889 року.

Печа́тка Імпера́тора Япо́нії (яп. 御璽, ぎょじ, МФА: [gʲoːd͡ʑi]) — офіційна печатка Імператора Японії, один із символів його влади. Використовується для затвердження державних документів. Після поразки Японії в Другій світовій війні та прийняття нової Конституції, що обмежила права Імператора, має церемоніальне значення.

## Короткі відомості
Імператорська печатка Японії виготовлена з чистого золота у вигляді квадратного куба, висотою сторони 9,09 см, і вагою 3,55 кг. Вона містить кліше з ієрогліфічним написом «Печатка Його Величності Імператора Японії» (яп. 天皇御璽). Вираз «Печатка Його Величності» (яп. 御璽), що складається з двох ієрогліфів, розташований ліворуч, а словосполучення «Імператор Японії» (яп. 天皇), що також складається з двох ієрогліфів, розташоване праворуч. Імператорська печатка має приблизно такі ж параметри як і Державна печатка Японії.
Перші згадки про використання Імператорської печатки датуються 8 століттям. Її параметри визначалися кодексом Тайхо. Печатка мала форму квадратного куба, висотою сторони 9,09 см. Вона виготовлялася з міді або бронзи. Інші печатки в країні не могли бути більшими за печатку Імператора.
Через часте використання Імператорську печатку неодноразово переробляли. Її остаточна форма була затверджена 1874 року, в часи реставрації Мейдзі. В Японській імперії за зберігання і використання Імператорської печатки відповідав Міністр печатки. Після 1945 нею завідують службовці Управління Імператорського двору Японії. Печатка зберігається в спеціальному шкіряному футлярі, загорнутою в бузкову і білу шовкові хусточки. Так само як і для Державної печатки для її відбитків використовують кіноварний червоний колір. За традицією відбиток печатки частково наступає на підпис.